# Emmuska Orczy
Emmuska Orczy, celým jménem Emma Magdalena Rosalia Maria Josefa Barbara Orczy (23. září 1865 Tarna-Ors, Uhersko – 12. listopadu 1947 Londýn), byla anglická autorka dobrodružných a detektivních povídek maďarského původu. Jejím nejúspěšnějším románem byl The Scarlet Pimpernel (Červený bedrník) o anglickém hrdinovi, který zachraňuje francouzské aristokraty před gilotinou.

## Dílo
- 1905 – The Scarlet Pimpernel (Červený Bedrník, česky vycházelo v letech 1919, 1924, 1993,…) o anglickém hrdinovi, který zachraňuje francouzské aristokraty před gilotinou. Následovalo mnoho pokračování.
- 1914
  - The Laughing (Smějící se kavalír, česky vyšlo 1922)
  - Unto Caesar (Bůh a César, česky vyšlo 1924).